# Letheobia angeli
Letheobia angeli — вид змій родини сліпунів (Typhlopidae). Ендемік Гвінеї. Вид названий на честь французького герпетолога Фернана Анхеля.

## Поширення і екологія
Letheobia angeli відомі за типовим зразком, зібраним на горі Німба, на висоті 500 м над рівнем моря.